# فرید شب‌خیز
فرید شب‌خیز (زادهٔ ۱۳۳۸) آهنگساز، کارگردان و تهیه‌کنندهٔ تلویزیون اهل ایران است.

## زندگی هنری
فرید شب‌خیز سال ۱۳۳۸ در رشت متولد شد. تحصیلات موسیقی خود را از سال ۱۳۵۴ در هنرستان عالی موسیقی، به صورت آزاد آغاز کرد و در سال ۱۳۵۷ به پایان رساند. او دروس تئوری و عملی آهنگسازی را نزد محمد شمس فرا گرفت. در سال‌های ۱۳۶۰ و ۱۳۶۱ اولین تجربه‌های هنری خود را با آهنگسازی انیمیشن «کار و اندیشه» آغاز نمود. رحیم شب‌خیز، صدابردار موسیقی و حمید شب‌خیز مجری و مدیر شبکهٔ تلویزیون ایران (ITN) برادران بزرگتر او هستند.
وی در دههٔ ۱۳۷۰ با آهنگسازی قطعات موسیقی پاپ، در معرفی خوانندگان نسل اول موسیقی پاپ پس از انقلاب ۱۳۵۷ ایران، نظیر عباس بهادری و بیژن خاوری نقش داشت.

## آثار هنری
از جمله آثار فرید شب‌خیز به موارد زیر می‌توان اشاره نمود:

### آهنگسازی
- «گل می‌روید به باغ» با ترانه‌ای از محمود شاهرخی و خوانندگی عباس بهادری[۳]
- «بهار آمد و شمشادها جوان شده‌اند» با ترانه‌ای از ایرج قنبری و خوانندگی بیژن خاوری[۵]
- «دریا» (یاد تو) با ترانه‌ای از رضا عبداللهی و خوانندگی بیژن خاوری[۶]
- «بزم گل» با ترانه‌ای از سیمین‌دخت وحیدی و خوانندگی عباس بهادری[۷]
- «بهار لبخند» با ترانه‌ای از نیلوفر لاری‌پور و خوانندگی بیژن خاوری[۸]
- «بلم» با ترانه‌ای از رضا عبداللهی و خوانندگی بیژن خاوری[۹]
- «بلم» با ترانه‌ای از رضا عبداللهی و خوانندگی بیژن خاوری[۱۰]
- «عطر نرگس» با ترانه‌ای از فریدون مشیری و خوانندگی بیژن خاوری[۱۱]
- «گلستان عشق» با ترانه‌ای از مشفق کاشانی و خوانندگی بیژن خاوری[۱۲]
- «روح روشن آب» با ترانه‌ای از رضا اسماعیلی و خوانندگی بیژن خاوری[۱۳]
- «خنده شاپرک» با ترانه‌ای از رضا عبداللهی و خوانندگی بیژن خاوری[۱۴]
- «گل مریم» با ترانه‌ای از محمدزمان تفرشی و خوانندگی بیژن خاوری[۱۵]
- «شمیم عاطفه» با ترانه‌ای از ایرج قنبری و خوانندگی بیژن خاوری[۱۶]
- «یار بی نشان» با ترانه‌ای از محمدحسین بهجتی و خوانندگی بیژن خاوری[۱۷]
- «سلام کن بر گل» با ترانه‌ای از ساعد باقری و خوانندگی بیژن خاوری[۱۸]
- «جام عمر» با ترانه‌ای از ساعد باقری و خوانندگی بیژن خاوری[۱۹]
- «مرا بخوان» با ترانه‌ای از ساعد باقری و خوانندگی بیژن خاوری[۲۰]
- «سال گل» با شعری از مولوی و خوانندگی بیژن خاوری[۲۱]
- «آفتاب بهاران» با ترانه‌ای از حسن عسگری و خوانندگی پرویز طاهری، حسن همایونفال و بیژن خاوری[۲۲]
- «کار» با ترانه‌ای از مجتبی کاشانی و خوانندگی عباس بهادری[۲۳]
- «گلایه» با ترانه‌ای از اقدس گودرزی و خوانندگی امیر تاجیک[۲۴]
- «مهربانی» با ترانه‌ای از سهیل محمودی و خوانندگی پرویز طاهری[۲۵]
- «تو خورشیدی» با ترانه‌ای از مسلم سالاری و خوانندگی فرزین عزیزی[۲۶]
- «دست همت» با ترانه‌ای از محمود شاهرخی و خوانندگی عباس بهادری[۲۷]
- «گل واژهٔ خلقت» با ترانه‌ای از فرهنگ قاسمی و خوانندگی محمدرضا عیوضی[۲۸]
- «فجر صادق» با ترانه‌ای از مشفق کاشانی و خوانندگی کیا باقری[۲۹]
- «آیات بهاری» با ترانه‌ای از ساعد باقری و خوانندگی کیا باقری[۳۰]
- «فرصت شکفتن» با ترانه‌ای از محمود سنجری و خوانندگی نادر اسماعیل‌زاده[۳۱]

### موسیقی فیلم و سریال
- «کار و اندیشه» (انیمیشن) به کارگردانی ابوالفضل رازانی ۱۳۶۴[۱]
- «گزارش ۱۰» به کارگردانی مهتاج نجومی ۱۳۶۷[۱]
- «مرداب و جنگل» به کارگردانی حسینی[۱]
- «بوستان همیشه بهار» (مستند) به کارگردانی فرزین رضاییان ۱۳۷۰[۱]
- «ایران، دیروز، امروز، فردا» (مستند) به کارگردانی فرزین رضاییان ۱۳۷۰[۱]
- نوروز ۷۲ (تلویزیونی) به کارگردانی داریوش کاردان ۱۳۷۱
- «اورژانس» (تلویزیونی) به کارگردانی زین‌الدین علامه ۱۳۷۱[۱]
- فیلم سینمایی گریز به کارگردانی ناصر مهدی‌پور ۱۳۷۱[۳۲]
- «روزگار وصل» (تلویزیونی) به کارگردانی مسعود رشیدی ۱۳۷۲[۱]
- «داستان دو شهر» (مستند) به کارگردانی فرزین رضاییان ۱۳۷۲
- سریال پرواز ۵۷ به کارگردانی مهران مدیری ۱۳۷۲[۳۳]
- سریال ساعت خوش به کارگردانی مهران مدیری ۱۳۷۳[۳۴]
- «سه‌تاک» (تلویزیونی) به کارگردانی سعید نادری ۱۳۷۳[۱]
- «یک سؤال و چند جواب» (تلویزیونی) به کارگردانی حسین فردرو ۱۳۷۳[۱]
- «دام اعتیاد» (تلویزیونی) به کارگردانی حسین فردرو ۱۳۷۳[۱]
- «آینهٔ زندگی» (تلویزیونی) به کارگردانی ناصر محمدی میهن‌دوست ۱۳۷۳[۱]
- سریال بهاران در بهار به کارگردانی غلامرضا رمضانی ۱۳۷۴

### کارگردانی
- خنده بازار ۱۳۹۰[۳۵]

### تهیه‌کنندگی
- سریال «قدم به قدم» ۱۳۸۱[۳۶]
- سریال خنده بازار ۱۳۹۲[۳۷]
- سریال آقا و خانم سنگی ۱۳۹۴[۳۸]
- سریال تلویزیونی شهرک جیم ۱۳۹۵[۳۹]